# Гідроелеватор

Гідроелеватор.JPG

Гідроелеватор (рос. гидроэлеватор, англ. hydraulic elevator, jet pump; нім. Hydroelevator m, Wasserstrahlpumpe f) – насос струминного типу для підйому і переміщення рідин та гідросумішей; застосовується для гідротранспортування, підводного всмоктування ґрунту тощо, а також для підвищення геодезич. висоти всмоктування землесосного снаряда з трюмним ґрунтовим насосом. При роботі Г. струмінь води, що витікає під великим тиском з насадки, створює у камері насоса розрідження, що й забезпечує підсмоктування гідросуміші через всмоктувальний патрубок. Кінетична енергія струменя води передається гідросуміші і у дифузорі переходить у потенційну енергію потоку. Осн. переваги Г.: простота конструкції і відсутність рухомих частин; незалежність роботи від підсосу повітря. Осн. недоліки Г.: відносно малий напір, низький ККД.